# Cornouiller odorant
Espèce
Classification APG III (2009)
Le cornouiller odorant (Cornus amomum Mill.) est une espèce d'arbustes caducs originaire du nord-est des États-Unis et du sud-ouest du Québec.

## Description

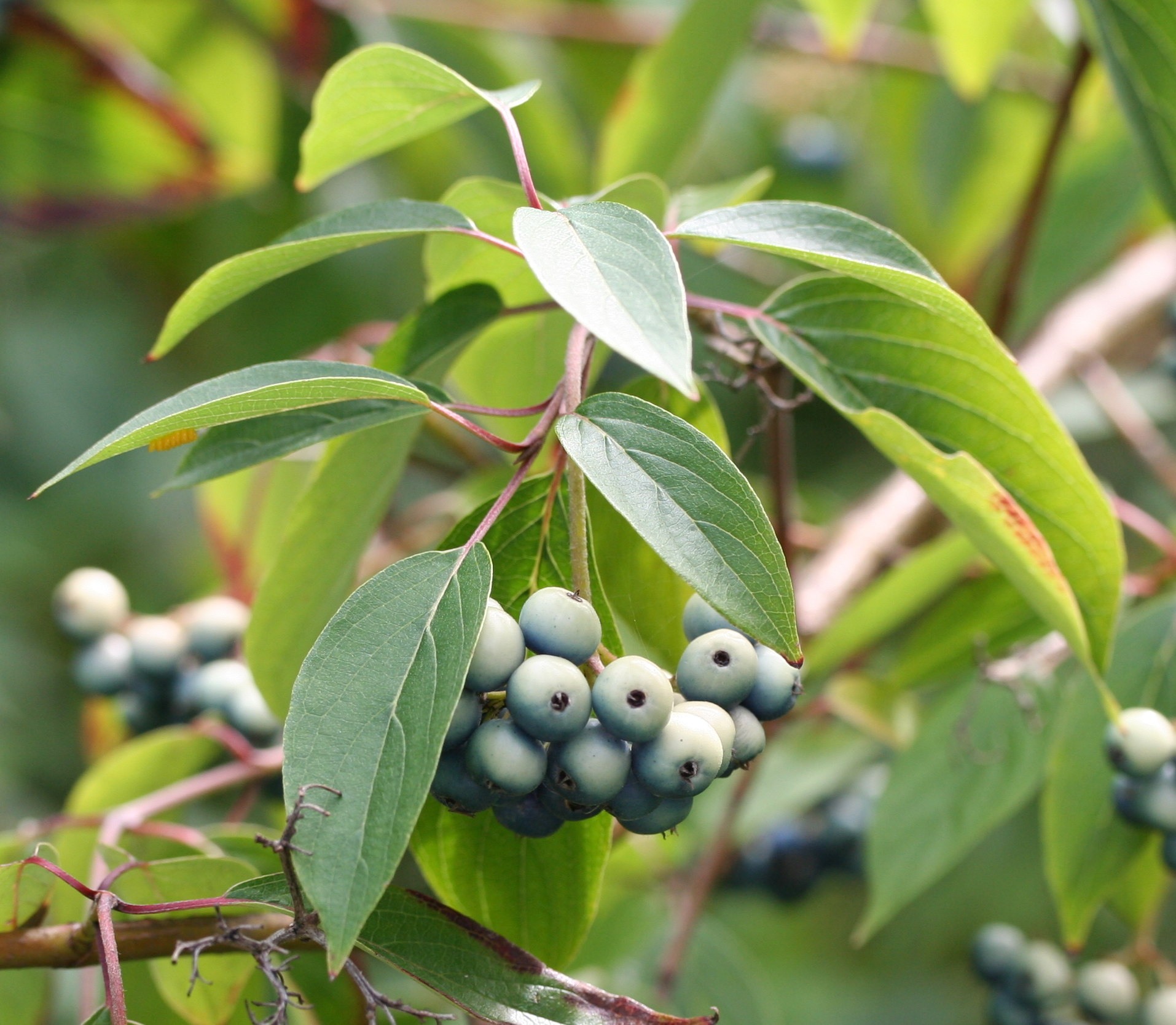
Baies du cornouiller odorant.

Il peut atteindre une taille de 3 × 3 m et est rustique jusqu'en zone 5. Son feuillage est vert clair et ses rameaux de couleur rouge. 
Cette espèce affectionne les sols humides, berges et marécages aussi bien à l'ombre qu'en pleine lumière. Ses fruits sont des drupes blanches d'environ 8 mm de diamètre qui deviennent bleues à maturité.

## Liste des sous-espèces
Selon World Checklist of Selected Plant Families (WCSP) (9 déc. 2011) :
- sous-espèce Cornus amomum subsp. amomum
- sous-espèce Cornus amomum subsp. obliqua (Raf.) J.S.Wilson (1965)

## Synonymes
- Swida amomum (Mill.) Small
- Thelycrania amomum (Mill.) Pojark.

## Utilisation
Les fruits sont comestibles mais sans grand intérêt gustatif. 
Les tribus amérindiennes du Middlewest le nommaient Kinnikinnik et fumaient son écorce en mélange avec du tabac et des feuilles de busserole.